# Pielavesi
Pielavesi är en kommun i landskapet Norra Savolax i Finland. Pielavesi har 4 269 invånare (2021), på en yta av 1 406,51 km². Grannkommuner är Idensalmi, Keitele, Kiuruvesi, Kuopio, Pihtipudas, Pyhäjärvi och Tervo.
Pielavesi är enspråkigt finskt.

## Politik

### Mandatfördelning i Pielavesi kommun, valen 1976–2021
| 8 | 2 | 2 | 12 |  | 2 |

| 8 | 2 | 2 | 13 | 2 |

| 7 | 2 | 3 | 13 | 2 |

| 7 | 2 | 2 | 14 | 2 |

| 7 | 3 |  | 15 |  |

| 6 | 3 |  | 16 |  |

| 7 | 3 |  | 15 |  |

| 6 | 3 | 17 |  |

| 21 | 6 |

| 5 | 3 | 2 | 16 |  |

| 17 | 10 |

| 4 | 2 | 5 | 14 | 2 |

| 16 | 11 |

| 4 | 2 | 5 | 13 |  | 2 |

| 15 | 12 |

| 3 | 1 | 3 | 11 | 1 | 2 |

| 16 | 5 |

## Befolkningsutveckling
| Befolkningsutvecklingen i Pielavesi kommun 1975–2020                                                         | Befolkningsutvecklingen i Pielavesi kommun 1975–2020 | Befolkningsutvecklingen i Pielavesi kommun 1975–2020 | Befolkningsutvecklingen i Pielavesi kommun 1975–2020 | Befolkningsutvecklingen i Pielavesi kommun 1975–2020 |
| --- | ---------------------------------------------------- | ---------------------------------------------------- | ---------------------------------------------------- | ---------------------------------------------------- |
| |                                                      |                                                      |                                                      |                                                      |
| År |                                                      |                                                      | Folkmängd                                            |                                                      |
| 1975 | 1975                                                 |                                                      | 7 985                                                |                                                      |
| 1980 | 1980                                                 |                                                      | 7 439                                                |                                                      |
| 1985 | 1985                                                 |                                                      | 7 155                                                |                                                      |
| 1990 | 1990                                                 |                                                      | 6 677                                                |                                                      |
| 1995 | 1995                                                 |                                                      | 6 508                                                |                                                      |
| 2000 | 2000                                                 |                                                      | 5 916                                                |                                                      |
| 2005 | 2005                                                 |                                                      | 5 482                                                |                                                      |
| 2010 | 2010                                                 |                                                      | 5 087                                                |                                                      |
| 2015 | 2015                                                 |                                                      | 4 740                                                |                                                      |
| 2020 | 2020                                                 |                                                      | 4 321                                                |                                                      |
| Anm: Uppgifterna avser förhållandena den 31 december nämnda år enligt områdesindelningen den 1 januari 2022. |                                                      |                                                      |                                                      |                                                      |

## Kända personer från Pielavesi
Finlands åttonde president Urho Kekkonen föddes i Pielavesi.